# Fammi male e coprimi di violenza
Fammi male e coprimi di violenza (Pénélope, folle de son corps) è un film del 1973 diretto da Alain Magrou. Dramma erotico con protagonisti Janine Reynaud e Philippe Gasté, il film fu distribuito in Francia il 15 febbraio 1973 da Les Films Hustaix e in Italia il 14 marzo 1974.

## Trama
Su una delle isole Glénan, Pénélope sta aspettando il marito Ulysse, capo della comunità, che pesca al largo di Dakar. Per passare il tempo nella sua piccola locanda, presta il suo corpo, senza alcun rimorso, ai quattro amici di suo marito. Ma una notte, quando i suoi abbracci con il guardiano del faro durano più a lungo del solito, il faro non viene acceso in tempo e una barca a vela inglese, pilotata da Typhaine, si incaglia sulla spiaggia. A bordo si trovano due giovani vergini inglesi, Eunice e Pamela. Typhaine è sedotto da Pénélope, mentre le sue due passeggere scoprono l'amore, una con un corpulento vecchio lupo di mare in pensione, l'altra con un cacciatore di conigli. Al ritorno di Ulysse, quest'ultimo perdona la moglie proclamando tra le sue braccia le sue concezioni liberali e naturali dell'amore, mentre la barca con i suoi tre occupanti si allontana.